# Död mans fåfänga
Död mans fåfänga (engelska: Dead Man's Folly) är en detektivroman av den brittiska författaren Agatha Christie. Den kom ut på engelska 1956 och på svenska 1957. I huvudrollerna ses Hercule Poirot och Ariadne Oliver.

## Handling
Ariadne Oliver bjuder in Hercule Poirot till Nasse House i Devon, hon planerar att iscensätta en mördarjakt som en del av en sommarfest följande dag. När Poirot anländer förklarar Ariadne att hennes planer för leken har ändrats av några av deltagarna, till den grad att ett verkligt mord inte skulle förvåna henne.
Den förmögne Sir George Stubbs äger Nasse House. Hans mycket yngre hustru är den vackra Hattie, Lady Stubbs. Hon visar intresse endast för fina kläder och smycken, och framstår som enkel för alla utom sin makes sekreterare, Miss Brewis, som genomskådar Hatties yttre men själv är i konflikt på grund av sina egna känslor för sin arbetsgivare Sir George. Hattie och George presenterades för varandra av Amy Folliat, den sista i familjen som hade ägt godset i århundraden. Fru Folliat blev änka och förlorade sina två söner under kriget. Eftersom dödsskatterna var mycket höga under efterkrigstiden var hon tvungen att sälja förfädernas hem och mark för att hålla det intakt. Hon tog hand om den föräldralösa Hattie och introducerade henne för societeten och senare för Sir George. Fru Folliat hyr stugan på gården. Arkitekten Michael Weyman är på plats för att rita en tennisbana. Han kritiserar den olämpliga placeringen av en nybyggd fåfänga. Sir George skriker åt tre unga turister som korsar hans privata egendom; Det är en nederländsk kvinna, en italiensk kvinna och en man som bär en skjorta dekorerad med sköldpaddor.
På festdagen får Hattie ett brev från sin kusin Etienne de Sousa, som kommer på besök samma dag. Hon verkar mycket upprörd över hans plötsliga besök. En lokal flickscout, Marlene Tucker, väntar i båthuset för att posera som det döda offret när en deltagare hittar nyckeln för att komma in. Hennes första besökare är fröken Brewis med en bricka med förfriskningar vid teet, på Hatties begäran. Tillsammans med fru Oliver hittar Poirot Marlene död i båthuset. Hattie kan inte återfinnas. Mrs Oliver lägger fram ett överflöd av teorier för att förklara mordet och försvinnandet, medan polisen och Poirot begränsar fältet från alla som deltar i festen, till de som är bekanta med mordjakten. Undersökningen fokuserar först på Etienne de Sousa och kort på Amanda Brewis. Ytterligare förvirring läggs till av Legges beteende, som bor i en stuga på godset och vars äktenskap är i trubbel. Efter flera veckor utan framsteg besöker Poirot Devon igen och får veta att Hattie fortfarande är försvunnen. Merdell, en gammal båtsman som nyligen drunknat, var Marlenes farfar. Poirot sammanställer flera ledtrådar: Marlenes farfar hade sett en kvinna i skogen; Marlene fick små summor pengar som hon använde för att göra små inköp, som nu fanns i hennes lillasysters ägo. Merdell hade spjuveraktigt sagt till Poirot att det "alltid skulle finnas en Folliat på Nasse House".
I upplösningen förklarar Poirot att Sir George Stubbs i själva verket är Amy Folliats yngre son, James, en krigsdesertör. Fru Folliat parade ihop honom med den förmögne men naive Hattie, i hopp om att äktenskapet skulle vara till nytta för båda. Men James skinnade Hattie på hennes pengar för att etablera sin nya identitet och för att köpa det gamla familjehemmet. Utan att fru Folliat visste om det hade James gift sig med en ung italiensk kvinna efter att ha deserterat från kriget. Han dödade den ursprungliga Hattie kort efter att ha ingått ett bigamiäktenskap, och hans italienska fru spelade rollen som Hattie därefter. Marlene Tucker hade fått reda på George Stubbs sanna identitet av sin farfar. Båda mördades var för sig, även om den gamle mannens död har antagits vara en olyckshändelse. Dagen före festen utgav sig den falske Hattie för att vara en italiensk turist som bodde på det närliggande vandrarhemmet. Hon växlade ofta mellan de två rollerna under en 24-timmarsperiod. Den falske Hattie skickade också Miss Brewis för att hämta förfriskningar till Marlene strax innan flickan mördades. Hattie dödade sedan Marlene, bytte om till turistskepnad och slängde den stora hatten hon bar som Hattie i floden. Hon lämnade sedan området som den italienska turisten med en ryggsäck i handen. Datumet för mordet på Marlene hade valts för att misstänkliggöra Etienne, som hade skrivit flera veckor tidigare om sitt besök, som han berättade för kommissarie Bland. Efter att ha vuxit upp med den riktiga Hattie skulle Etienne inte ha låtit sig luras.
Poirot avslöjar privat för fru Foliat att han vet sanningen. När ljudet av polisen som slår sönder fåfängan för att lokalisera och gräva upp Hatties kropp hörs, ber fru Foliat Poirot att gå därifrån så att hon kan möta saker och ting ensam, vilket lämnar hennes och hennes sons öde oklart.

## Karaktärer
- Hercule Poirot, den belgiske privatdetektiven
- Ariadne Oliver, den hyllade författaren
- Inspektör Bland, utredaren
- Sergeant Frank Cottrell, polis i fallet
- Sir George Stubbs, ägare av Nasse House
- Hattie, Lady Stubbs, Georges hustru
- Etienne de Sousa, kusin till Stubbs
- Amanda Brewis, Georges sekreterare
- Amy Folliat, vars familj tidigare ägde Nasse House
- Wilfred Masterton, parlamentsledamot
- Mrs Connie Masterton, hans hustru
- Kapten Jim Warburton, politisk agent för Mr Masterton
- Michael Weyman, arkitekt
- Alec Legge, atomfysiker
- Sally Legge, hans hustru
- Marlene Tucker, en tjejguide
- Marilyn Tucker, Marlenes yngre syster
- Mr och Mrs Tucker, Marlene och Marilyns föräldrar
- Merdell, den 92-årige båtsmannen, far till Mrs Tucker
- Henden, butlern
- En ung italiensk kvinna på semester, en vandrare med ryggsäck
- En ung holländsk kvinna på semester, en vandrare med ryggsäck
- En ung man i en skjorta med sköldpaddor på

## Litterär betydelse och mottagande
Anthony Quinton började sin recensionsspalt i Times Literary Supplement den 21 december 1956 med att skriva: "Miss Agatha Christies nya Poirot-berättelse kommer först i denna recension på grund av denna författares rykte och inte på sina egna meriter, som är besvikande små. De består nästan helt och hållet av att vissa djupt bekanta personer, scener och anordningar ännu en gång framträder. Poirot är på plats med sin suveräna engelska, som man får förmoda bygger på medellinjen i franskalektionerna i Barnens encyklopedi, men de små grå cellerna är ganska dämpade. Han lade fram grunderna för handlingen och fortsatte sedan: "Lösningen är den kolossala uppfinningsrikedom som vi har blivit betingade att förvänta oss, men ett antal av de nödvändiga villospåren är antingen oförklarliga eller lite för grovt ad hoc. Folk är aldrig uppriktiga om sina laster, så det finns ingen anledning att ta på allvar detektivmissbrukares protester om deras oro över den rena logiken i deras favoritläsning. Det som borde vara den verkliga lockelsen med Dead Man's Folly är dock inte mycket bättre än dess logik. Scenen är verkligen överdrivet banal, det finns för många karaktärer och de är väldigt, väldigt platta."
Den anonyma recensionen i The Times den 15 november 1956 var också något fördömande; "Död mans fåfänga är inte Miss Agatha Christie när hon är som bäst. Mordet och dess lösning är geniala, men så är de alltid med miss Christie, och det är angenämt att se herr Hercule Poirot arbeta igen. Karaktärsteckningen är dock platt och lättsam, och dialogen, som alltid är Miss Christies svaga punkt, katastrofal."
Maurice Richardson från The Observer (18 november 1956) påpekade likheten mellan huset som porträtteras i boken och Christies eget och sammanfattade: "Häpnadsväckande men inte omöjlig att gissa. Inte i närheten av en vintage Christie men en ganska tilltalande bordsläsning."
Robert Barnard: "Mycket traditionellt recept, men inte gjort med samma övertygelse som på trettiotalet. Ingen är vad de ser ut att vara, och gamla synder kastar långa skuggor. Mrs Oliver spelar en stor roll här, som hon ofta skulle göra från och med nu, både i Poirot-böcker och i andra."

## Bearbetningar

### Filmen från 1986
Romanen filmatiserades med Peter Ustinov och Jean Stapleton i huvudrollerna som Poirot och Oliver i en filmatisering från 1986 som utspelar sig i nutid. Den spelades till stor del in på plats i West Wycombe Park i Buckinghamshire.

### Radio
John Moffatt spelade huvudrollen som Poirot i BBC Radio 4:s dramatisering som sändes 2007, med Julia McKenzie som Ariadne Oliver. Det var sista gången Moffat spelade rollen.

### TV
Romanen filmatiserades med David Suchet som Poirot, som en del av serien av Agatha Christies Poirot. Sean Pertwee (Sir George Stubbs), Stephanie Leonidas (Hattie Stubbs), Sinéad Cusack (Amy Folliat), Rebecca Front (Amanda Brewis), Tom Ellis (D.I. Bland), Martin Jarvis (Captain Warburton), Rosalind Ayres (Mrs Warburton), Daniel Weyman (Alec Legge) och Zoë Wanamaker gjorde sitt sjätte och sista framträdande som Ariadne Oliver. Detta var det sista avsnittet av serien som spelades in (även om det inte var det sista som sändes), och produktionen slutfördes i juni 2013. TV-filmen spelades huvudsakligen in i Agatha Christies hem, Greenway Estate, den miljö hon använde tillsammans med dess gamla båthus vid floden Dart för romanen.
Filmatiseringen är i stort sett trogen romanen, men med vissa skillnader. Miljön är förflyttad från tidigt 1950-tal till slutet av 1930-talet; James Folliat – en krigsdesertör i romanen – är här en egensinnig kvinnokarl som fru Folliat skickar till Sydafrika, där han fejkar sin död i en flygolycka och återvänder till Nasse i Sir George Stubbs identitet. Mrs Masterton blir Mrs Warburton, kapten Warburtons hustru; Marlenes syster, Marilyn, blir en äldre syster vid namn Gertie, men fyller samma funktion som Marilyn i romanen; karaktärerna betjänten George, Miss Lemon, mannen i den sköldpaddsmönstrade skjortan, och Marlenes föräldrar raderas. Adaptionen ändrar slutet av berättelsen något för att avslöja Folliats öde, vilket inte berättades i romanen. Medan polisen gräver upp dårskapsfundamenten lägger Poirot fram sanningen för fru Folliat; Fröken Folliat går då in i herrgården och förmanar sin son. Två skott hörs utanför bild, och Poirot både erkänner och godkänner detta mord-självmord med avsnittets sista ord: "Bon".

### Datorspel
Den 15 oktober 2009 släppte I-play ett nedladdningsbart "sök-och-finn-spel" baserat på Död mans fåfänga (se de externa länkarna). Detta är det tredje spelet i en serie av Oberon Games sök-och-finn-spel baserade på Agatha Christies romaner, de två första är baserade på Döden på Nilen och Badortsmysteriet. Det 4:e spelet i serien är baserat på 4.50 från Paddington.

### Fotnoter
1. ↑  ”American Tribute to Agatha Christie”. Home.insightbb.com. 20 juli 1956. http://home.insightbb.com/~jsmarcum/agatha53.htm. Läst 28 april 2014.
2. ↑  Chris Peers, Chris (March 1999). Collins Crime Club – A checklist of First Editions. Dragonby Press. sid. 15
3. ↑  George Worsley (25 oktober 2013). ”England's Lost Homes”. History Today. http://www.historytoday.com/giles-worsley/englands-lost-houses.
4. ↑  The Times Literary Supplement, 21 December 1956 (p. 761)
5. ↑  The Times, 15 November 1956 (p. 13)
6. ↑  The Observer, 18 November 1956 (p. 12)
7. ↑  Barnard, Robert (1990). A Talent to Deceive – an appreciation of Agatha Christie. Fontana Books. sid. 191. ISBN 0-00-637474-3
8. ↑  ”David Suchet to star in final Poirot adaptations”. BBC.co.uk. 14 november 2011. https://www.bbc.co.uk/news/entertainment-arts-15726320. Läst 26 oktober 2013.
9. ↑  Död mans fåfänga på Internet Movie Database (engelska)
10. ↑  Henry Chu (19 juli 2013). ”David Suchet bids farewell to Agatha Christie's Poirot”. Los Angeles Times. http://articles.latimes.com/2013/jul/19/entertainment/la-et-st-poirot-20130721. Läst 26 oktober 2013.